# Morris Motors
Morris Motors Limited — британська приватна компанія з виробництва автотранспортних засобів, заснована в 1919 році, щоб перебрати активи WRM Motors Limited Вільяма Морріса та продовжувати виробництво тих самих автомобілів. До 1926 року її продукція становила 42 відсотки британського виробництва автомобілів — надзвичайний темп розширення пов'язаний з практикою Вільяма Морріса купувати основні, а також другорядні деталі та збирати їх на власному заводі. Самофінансування завдяки своїм величезним прибуткам Морріс справді позичив гроші у населення в 1926 році, а пізніше поділив частину власності Morris Motors з громадськістю в 1936 році, коли новий капітал був використаний Morris Motors для придбання багатьох інших його приватних підприємств.
Хоча в 1952 році компанія об’єднана з більшими організаціями, ім’я Морріса залишалось у користуванні до 1984 року, коли Austin Rover Group з British Leyland вирішила сконцентруватися на більш популярній торговій марці Austin.
До 2014 року автомобілі Morris Oxford (засновані на Oxford 1954-1959) вироблялися з періодичними вдосконаленнями в Індії компанією Hindustan Motors.
Частина виробничого комплексу Морріса в Каулі, Оксфорд, тепер є заводом BMW Group в Оксфорді, фабрикою марки MINI.
У даний час торгова марка Morris належить китайській автомобільній компанії SAIC після її передачі з дочірньої компанії Nanjing Automotive, яка збанкрутувала.
Morris Commercial JE, електричний фургон з дизайном 1940-х років, був представлений у листопаді 2019 року перед запланованим запуском у 2021 році під знову запущеною торговою маркою Morris Commercial.